# Forum Manager
Forum Manager war eine Gesprächssendung des deutschen Fernsehsenders Phoenix, die von 2010 bis 2014 in unregelmäßigen Abständen sonntags ausgestrahlt wurde.

## Hintergrund
Die Sendung wurde von Marc Beise (Süddeutsche Zeitung) sowie abwechselnd durch Sigmund Gottlieb und Nina Ruge moderiert. Anfangs gehörten auch Michael Hirz und Christoph Minhoff zum Moderatorenteam.
Die Moderatoren führten Gespräche mit dem Führungspersonal (Topmanager und Aufsichtsräte), überwiegend der 30 DAX-Unternehmen. Es werden sowohl die Person als auch Unternehmen und Branche beleuchtet. Gäste waren unter anderen Josef Ackermann, Mathias Döpfner, Roland Koch, Rupert Stadler, Wolfgang Reitzle und Peter-Alexander Wacker, aber auch Roland Berger und Uli Hoeneß.